# Visconde do Zambujal
Visconde do Zambujal é um título nobiliárquico criado por D. Miguel I de Portugal, por Decreto de data desconhecida, em favor de Jorge de Cabedo e Vasconcelos Sardinha da Cunha Castelo Branco e Couto, antes 1.º Barão do Zambujal.
Titulares
1. Jorge de Cabedo e Vasconcelos Sardinha da Cunha Castelo Branco e Couto, 1.º Barão e 1.º Visconde do Zambujal;
2. José Bruno de Cabedo e Vasconcelos Sardinha da Cunha Castelo Branco e Couto, 2.º Visconde do Zambujal;
3. Jorge de Cabedo e Vasconcelos Sardinha da Cunha Castelo Branco e Couto, 3.º Visconde do Zambujal;
4. José Bruno de Cabedo e Vasconcelos Sardinha da Cunha Castelo Branco e Couto, 4.º Visconde do Zambujal.

Após a Implantação da República Portuguesa, e com o fim do sistema nobiliárquico, usou o título: 
1. Jorge de Cabedo e Vasconcelos Sardinha da Cunha Castelo Branco e Couto, 5.º Visconde do Zambujal.